# Hermann Schwager
Hermann Schwager (* 12. März 1901; † ?) war ein deutscher Politiker (KPD, SPD) und er war für Bremerhaven Mitglied der Bremischen Bürgerschaft.

## Biografie
Schwager war als Angestellter in Bremerhaven tätig.
Er war seit um 1918 bis Ende 1950 Mitglied der KPD und verließ die Partei, da er u. a. Stellungnahmen und Beschlüsse der KPD zur Kriegsgefangenenfrage, zur Oder-Neiße-Grenze und zu Enthüllungen zu unmenschlichen Handlungen in der Ostzone nicht mehr mit seinem Gewissen vereinbaren konnte. Er wurde im April 1951 Mitglied der SPD. Die 1956 verbotene KPD erhielt 1947 bei der Wahl zur Bürgerschaft 8,8 % der Stimmen und 10 Mandate.

Von 1947 bis 1951 war er Mitglied der 2. Bremischen Bürgerschaft und Mitglied verschiedener Deputationen.